# Coomanister fryi
Coomanister fryi är en skalbaggsart som först beskrevs av Lewis 1892.  Coomanister fryi ingår i släktet Coomanister och familjen stumpbaggar. Inga underarter finns listade i Catalogue of Life.